# 彰化彰濱太陽光電場
彰化彰濱太陽光電場位於臺灣彰化縣鹿港鎮彰濱工業區崙尾西區，為台灣電力公司所興建的地面式太陽能光電場，該場域前身為台電推動的彰工發電廠預定地，因遭環境影響評估退回，及國家能源政策改變影響，台電改興建為太陽光電場，該光電場在台南鹽田太陽光電場竣工前，為全臺最大的太陽光電場。

## 沿革

### 背景
台灣電力公司因應北部核能發電廠、協和發電廠相繼預備除役、龍門核能發電廠封存等因素，及預測未來電力成長需求，計畫於彰濱工業區崙尾西區興建兩部各800MW的燃煤超超臨界發電機組，稱為彰工發電廠。
該計畫於2008年台電完成規劃送交環保署環境影響評估審查，爾後台電自行撤案，並在重新送案，兩部機組計畫商轉期程為2023年7月與2024年8月，不過該案提出後引起彰化縣環保團體抗爭，2016年4月環境影響評估大會審查此案，最終決議建請台電之主管機關，經濟部自行撤回本案而宣告彰工發電廠計畫取消。

### 計畫
因應政府能源轉型與再生能源發展規劃，台電擇定原彰工發電廠140公頃之用地，改以興建地面式太陽光電場，該計畫於2017年10月23日由台電再生能源處公開招標，並於10月26日宣報由中華電信南區電信分公司得標，得標金額為新臺幣57億9,970萬元。中華電信再委由星能股份有限公司、中興電工、聯合再生能源公司等負責光電板生產、場域環境整理、電氣室興建等工程，並於2018年2月動工。

### 施工
彰濱光電場於承包商進場施工後，於開工後的8個月又11天，2018年10月22日完成第一批12MW光電板安裝，發出第一度電，創下當時太陽光電場興建工期最快紀錄，直到後來的台南鹽田太陽光電場以7個月又4天打破紀錄。並且光電板本身台電規劃以彰化臨海當地的保育類動物，中華白海豚及小燕鷗等意象融入光電板中，成為成為彰濱的新景點，電氣室規劃屋頂敷設隔熱磚後，也加裝光電板，藉此極大化的利用每一寸土地來發電。
彰濱光電場全部工程預定於2019年2月竣工。2019年3月彰濱光電場完成所有光電板安裝，與電網系統併聯成功，開始試運轉發電。

### 完工
2019年10月9日彰濱光電場竣工啟用，台電連同鄰近的彰工風力發電站第三期風機完工，一併舉辦啟用典禮。彰濱光電場總裝置容量達100MW，共裝設超過30萬片太陽光電板，平均一天可發50萬度電，夏季時更曾觀測到日發電量65萬度的紀錄。彰濱光電場年發電量預估可達到1.3億度電，提供超過3萬戶家庭的年用電量。該光電場也是台電首次以161KV等級電壓輸出的光電場。
而光電場竣工後，其碩大的用地也產生雜草滋生的問題，也會讓光電板產生熱斑效應，影響發電效能，因此台電計畫仿效國外動物吃草，引進黃牛在光電板區以自然方式減少雜草，形成「牧電共生」的新運作型態。
未來因應再生能源增加，台電規劃投資20億元，在彰濱光電場區增設裝置容量10到40MW的儲能系統，藉此穩定電網供電，預計在2025年完工。

## 設備

### 發電機組
| 光電板型號                              | 太陽能發電類型 | 光電板數量（片） | 裝置容量（MW） | 商轉日期      | 狀態   |
| --------------------------------------- | -------------- | ---------------- | -------------- | ------------- | ------ |
| 臺灣聯合再生能源製 D6L295K3A 太陽光電板 | 地面式太陽光電 | 30萬             | 100MW          | 2019年10月9日 | 商轉中 |